# Kamilla Vasil'evna Trever
Kamilla Vasil'evna Trever (in russo Камилла Васильевна Тревер?; San Pietroburgo, 25 gennaio 1892 – Leningrado, 11 novembre 1974) è stata una storica, numismatica e orientalista russa.
Dal 29 Settembre del 1943 è stata membro dell'Accademia delle Scienze Russa. Trever si è specializzata nella storia, cultura e archeologia del Caucaso, dell'Iran e dell'Asia Centrale.

## Biografia

### Le origini
Kamilla Trever nasce a San Pietroburgo nel 1892 da una famiglia di tedeschi baltici: suo padre era un servo della gleba che lavorava come fabbro in una fabbrica di metalli, mentre la madre era una governante. La sorella maggiore, Ilsa Vasil'evna (1891-1955), era una storica dell'arte e poetessa, e sua sorella minore Nina Vasil'evna (1898-dopo il 1942) era anch'essa una storica dell'arte.

### Istruzione

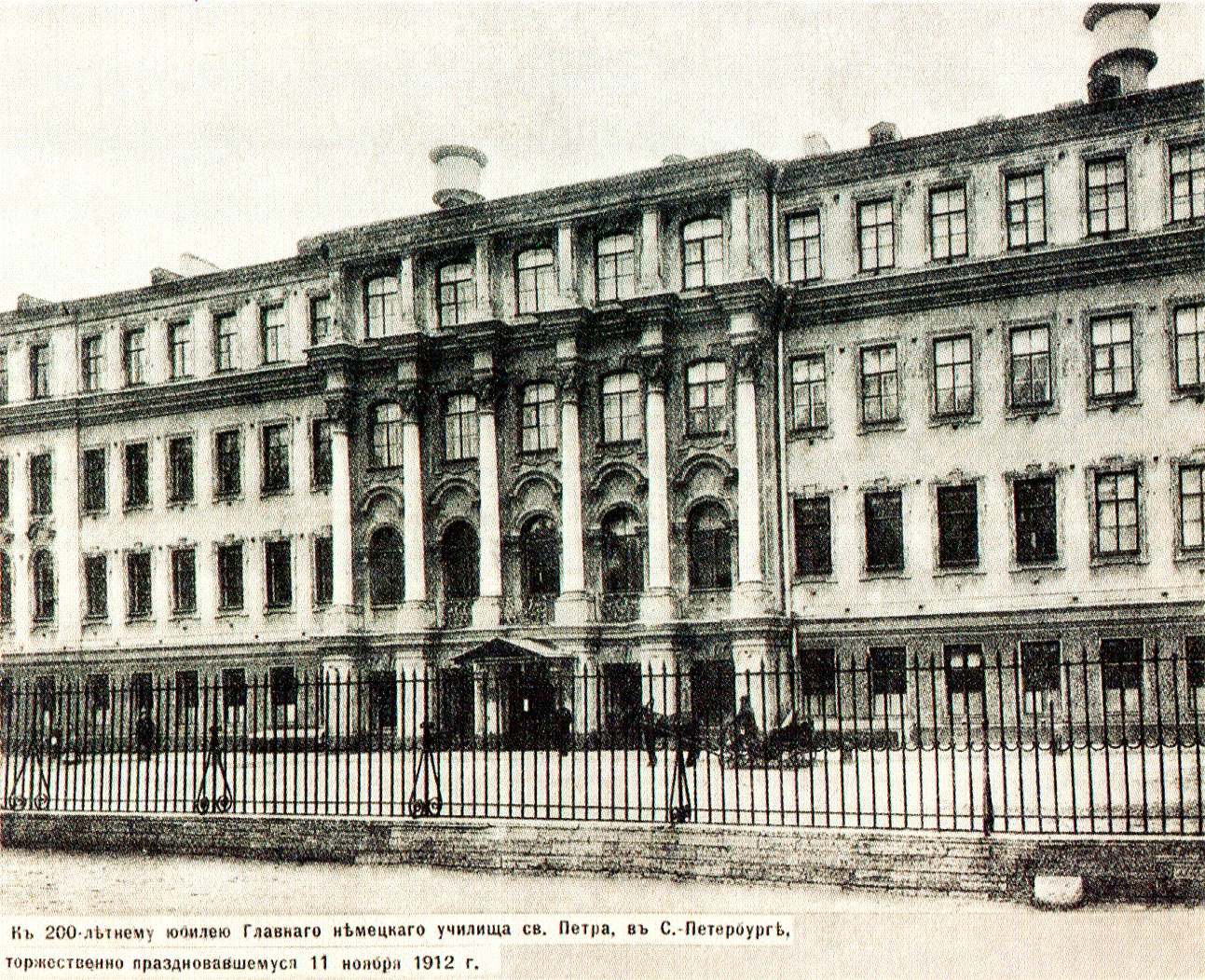
La scuola tedesca di St. Petri-Schule a San Pietroburgo nel 1912

Nel 1902, entrò nella famosa scuola tedesca St.Petri-Schule, una delle più antiche istituzioni educative della Russia , nella quale si diplomò nel 1907. Successivamente, Trever studiò presso l'Istituto Pedagogico di San Pietroburgo, specializzandosi in storia e filologia (1907-1912). Durante i suoi studi, visitò l'Italia, esplorando città come Roma e Venezia, e sviluppò un profondo interesse per la storia e l'archeologia. Dopo aver conseguito il diploma, iniziò a insegnare in una scuola superiore di San Pietroburgo. Continuò a studiare storia e archeologia sotto la guida di professori come Ivan Michajlovič Graves e Faddey Frantsevich Zelinsky, e partecipò a spedizioni archeologiche in Crimea e Bukhara. Nel 1913, si unì alla Commissione Archeologica e lavorò a Olbia. Nel 1914, completò il corso studentessa esterna della Facoltà di Storia e Filologia all'Università di San Pietroburgo. Nel 1922, Trever iniziò a studiare la storia e l'arte orientale.

### Carriera
Nel 1919 iniziò a lavorare come assistente presso Istituto di Archeologia dell'Accademia Russa delle Scienze (al tempo denominata Accademia Russa di Storia della Cultura Materiale). Nello stesso anno entrò a far parte dell'Ermitage come assistente curatrice per il dipartimento ellenico-scita e fino al 1926 lavorò come curatrice del Palazzo Stroganov, che era una succursale dell'Ermitage. Nel 1926 divenne professore associato del Dipartimento di Studi Iranici dell'Università Statale di Leningrado, e nel 1928 divenne assistente del professore Joseph Orbeli nella trasformazione del Dipartimento Orientale dell'Ermitage in un importante centro di studi orientali.

### Gli anni della Guerra
Durante la Seconda Guerra mondiale, in seguito all'assedio di Leningrado, Trever fu evacuata e lavorò prima a Tashkent presso l'Istituto di Lingue, Letteratura e Arti, poi presso la filiale uzbeka dell'Accademia delle Scienze dell'URSS (1941-1943), poi a Yerevan presso l'Istituto di Storia dell'Accademia delle Scienze Armena (1943-1945). Il 29 settembre 1943, fu eletta membro corrispondente dell'Accademia delle Scienze dell'URSS nel Dipartimento di Storia e Filosofia. Dal 1945 lavorò di nuovo a Leningrado come ricercatrice presso l'Istituto di Archeologia dell'Accademia delle Scienze dell'URSS. Nel 1970 va in pensione, continua a consultare orientalisti e storici dell'arte.

### Gli ultimi anni
Finita la guerra, tornò a Leningrado, dove morì l'11 novembre 1974 all'età di 82 anni. Fu sepolta nel cimitero di Shuvalov.

## Opere principali
- Borisov, V.G. Lukonin, Сасанидские геммы [Gemme sasanidi], a cura di Trever, K. V., Leningrado, Casa editrice statale Ermitzha, 1963.
- Dyakonov I.M. e Trever K. V., История Мидии от древнейших времён до конца IV в. до н.э., Mosca, Leningrado, 1956.
- Kinzhalov R.V., V.G. Lukonin e Trever K. V., Памятники культуры Сасанидского Ирана. [Monumenti culturali dell'Iran dasanide], Leningrado, 1960.
- Trever K.V., Yakubovsky A.Y. e Voronets M.E., История народов Узбекистана. [Storia dei popoli dell'Uzbekistan], vol. 1, Casa Editrice dell'Accademia delle Scienze della RSS Uzbeka, 1950.
- Trever K. V., Бактрийский бронзовый фалар с изображением Диониса [Falare di bronzo battriano con l'immagine di Dioniso.], 1961.
- Trever K. V., Памятники греко-бактрийского искусства. [Monumenti dell'arte greco-battriana], Mosca, Leningrado, Casa Editrice dell'Accademia delle Scienze dell'URSS., 1940.
- Trever K. V., Новые сасанидские блюда Эрмитажа. [Nuovi piatti sasanidi dell'Ermitage], Mosca, Leningrado, Accademia delle Scienze dell'URSS, 1937.
- Trever K. V., Очерки по истории культуры древней Армении (II в. до н.э. — IV в. н.э.). [Saggi sulla storia dell'antica cultura armena (II secolo a.C. - IV secolo d.C.).], Mosca, Leningrado, 1953.

## Premi
- Ordine Iraniano al merito scientifico
- Studioso onorario della Repubblica Socialista Sovietica Uzbeka (1943)
- Decorazione d'onore dell'Unione Sovietica (1945)
- Certificato onorario del Soviet Supremo della RSFSR (1956)
- Ordine di Lenin (1956)